# Ribera
Ribera – miejscowość i gmina we Włoszech, w regionie Sycylia, w prowincji Agrigento.
Według danych na styczeń 2010 gminę zamieszkiwało 19 597 osób przy gęstości zaludnienia 165,1 os./1 km².

## Miasta partnerskie
- Elizabeth
- Inusses